# Elecciones generales de las Islas Feroe de 1936
Elecciones generales tuvieron lugar en las Islas Feroe el 28 de enero de 1936. El Partido del Autogobierno y el Partido Unionista se convirtieron en los partidos mayoritarios en el Løgting, cada uno obteniendo 8 de los 24 escaños.

## Resultados
| Partido                   | Votos | %     | Escaños | +/–   |
| ------------------------- | ----- | ----- | ------- | ----- |
| Partido del Autogobierno  | 2 694 | 34,18 | 8       | 0     |
| Partido Unionista         | 2 654 | 33,68 | 8       | –3    |
| Partido de la Igualdad    | 1 891 | 24,00 | 6       | +4    |
| Partido Empresarial       | 641   | 8,13  | 2       | Nuevo |
| Total                     | 7 880 | 100   | 24      | +3    |
| Fuente: Election Passport |       |       |         |       |